# KY Лебедя
KY Лебедя (лат. KY Cygni) — звезда, которая находится в созвездии Лебедь на расстоянии около 5153 световых лет от нас. Это одна из самых крупных звёзд, известных науке.

## Характеристики
KY Лебедя представляет собой гипергигант, радиус которого равен 1420 солнечных. Масса звезды превышает солнечную в 25 раз, а светит она в 270 000–1 100 000 раз ярче нашего Солнца. KY Лебедя является примером пограничной звезды; объект с меньшей светимостью уже не будет являться гипергигантом. Но при светимости в 1 100 000 солнечных размер оценивается в 2850 радиусов Солнца.